# CAPSTONE
CAPSTONE (Cislunar Autonomous Positioning System Technology Operations and Navigation Experiment) este un orbitator lunar care va testa și verifica stabilitatea orbitală planificată pentru stația spațială Lunar Gateway. Nava spațială este un CubeSat de 12 unități care va testa, de asemenea, un sistem de navigație care își va măsura poziția față de Lunar Reconnaissance Orbiter (LRO) al NASA, fără a se baza pe stații terestre. A fost lansat la 28 iunie 2022 și va petrece peste șase luni zburând în jurul Lunii.

## Lansare

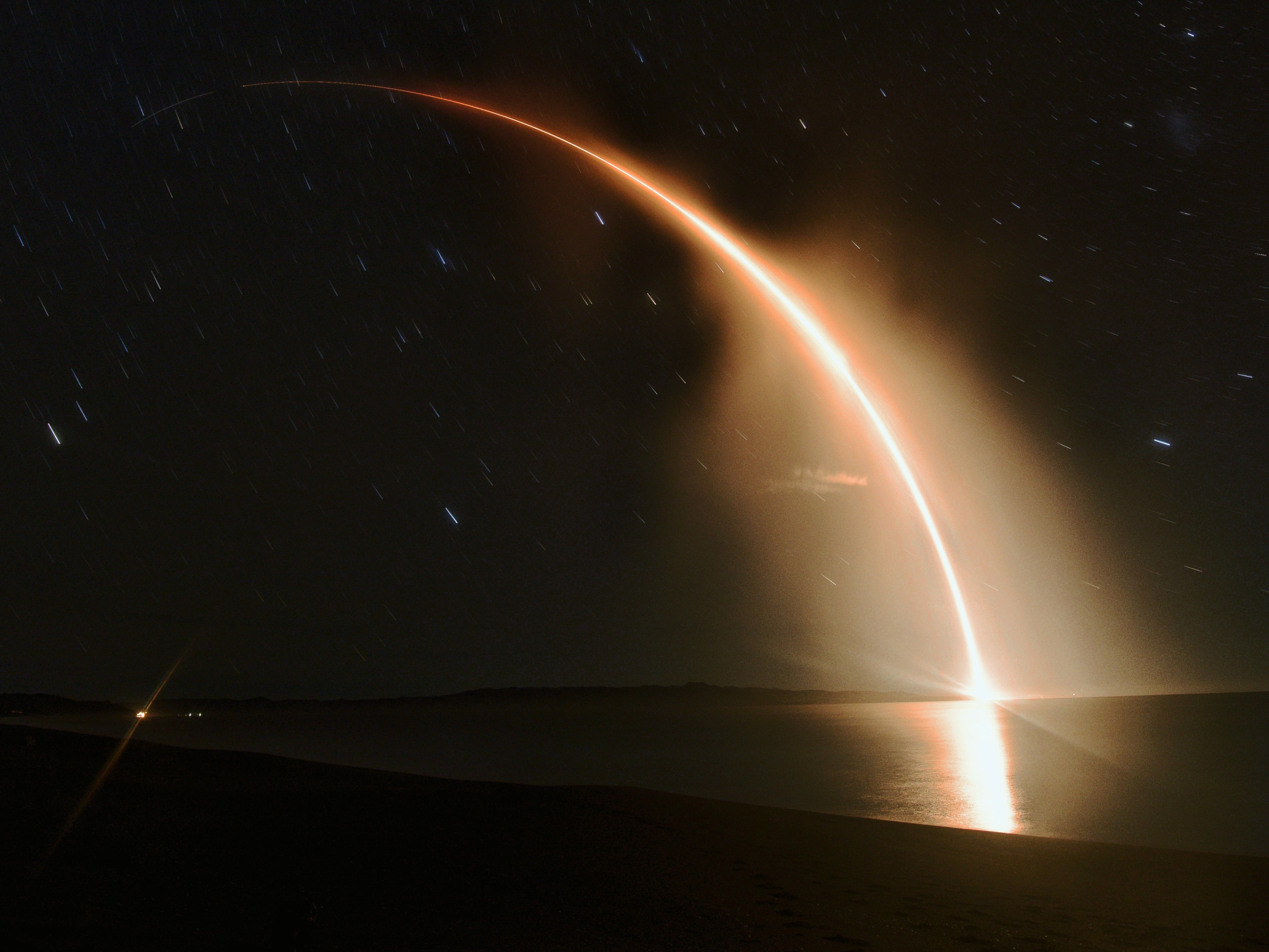
Racheta Electron care transporta CAPSTONE decolând din complexul de lansare al Rocket Lab din Mahia, Noua Zeelandă

NASA a anunțat la 14 februarie 2020 că CAPSTONE va fi lansat la bordul unui propulsor Rocket Lab Electron de la noul loc de lansare al companiei din portul spațial regional Mid-Atlantic (MARS), Insula Wallops, în Virginia. Lansarea a fost programată pentru octombrie 2021, dar ulterior a fost amânată și mutată pentru lansare de la Mahia, LC-1 din Noua Zeelandă. Contractul de lansare cu Rocket Lab are o valoare de 9,95 milioane USD, potrivit NASA.
CAPSTONE s-a lansat la 28 iunie 2022.
La 5 iulie 2022, NASA a pierdut contactul cu nava spațială la scurt timp după separarea de Photon și și-a declarat intenția de a recupera comunicarea bidirecțională cu nava spațială și de a continua misiunea. La 6 iulie 2022, operatorii misiunii au restabilit contactul cu nava spațială. În urma unei manevre de corecție a traiectoriei, sonda a început să se rotească necontrolat în jurul centrului de masă. La 7 octombrie, echipa a încărcat comenzi de recuperare, a oprit rotirea și a recăpătat controlul complet al atitudinii pe 3 axe. Sonda urmează să intre pe orbita Lunii la 13 noiembrie.

## Misiune
După o călătorie de trei luni spre Lună după lansare, satelitul lunar CAPSTONE va petrece șase luni colectând date în timpul acestei demonstrații, zburând pe o rază de 1.600 km de Polul Nord al Lunii la trecerea sa cea mai apropiată și la 70.000 km de Polul Sud.